# Repubblica Socialista Sovietica Autonoma di Gorno-Altaj
La Repubblica Socialista Sovietica Autonoma di Gorno-Altaj (in russo Горно-Алтайская Автономная Советская Социалистическая Республик?) era una repubblica autonoma all'interno della Repubblica Socialista Federativa Sovietica Russa dell'Unione Sovietica. Fu costituita il 1º giugno 1922 come Oblast' autonoma oirata, che divenne l'oblast' autonoma di Gorno-Altaj il 7 gennaio 1948. Fu elevata al livello di Repubblica Socialista Sovietica Autonoma il 25 ottobre 1990 e fu dichiarata Repubblica Socialista Sovietica il 3 luglio 1991, anche se non fu riconosciuta come tale. Divenne la Repubblica dell'Altai il 31 marzo 1992. La sua capitale era Gorno-Altaysk. L'agricoltura era l'attività principale per la maggior parte degli abitanti. Come l'odierna Repubblica dell'Altaj, la RSSA di Gorno-Altaj condivideva il suo confine internazionale con la Repubblica Popolare cinese.
Anche la Repubblica Socialista Federativa Sovietica Russa e alcune delle altre repubbliche contenevano suddivisioni amministrative con confini tracciati in base alla nazionalità o alla lingua. Le tre tipologie di tali suddivisioni includevano venti repubbliche autonome, otto oblast' autonome e dieci okrug autonomi.

## Storia
Dal 1922 al 1947 Gorno-Altai fu chiamata oblast' autonoma oirata (o degli Oirati). Fu ribattezzata Oblast' autonoma di Gorno-Altaj nel 1948. Cambiò nuovamente nome come Repubblica Socialista Sovietica Autonoma di Gorno-Altaj nel 1990. Fu ribattezzata Repubblica Gorno-Altaj il 3 luglio 1991 e divenne la Repubblica di Altaj il 31 marzo 1992. Oggi è un soggetto federale della Federazione Russa.
Quando la regione divenne l'oblast' autonoma nel 1922, il capoluogo della regione era originariamente chiamato Ulala. Fu in seguito ribattezzata Oyrot-Tura nel 1932. Tuttavia, nel 1948 lo stato cambiò il nome della regione in Oblast' autonoma di Gorno-Altaj e con esso, Ulala fu nuovamente ribattezzata, come Gorno-Altaysk.

## Società

### Etnie e minoranze straniere
Il censimento del 1989 afferma che i russi etnici costituivano il 60,4% della popolazione di Gorno-Altaj, con l'etnia degli altaici al 31,0%. Altri gruppi includevano i kazaki (5,6%) e diversi gruppi più piccoli, che rappresentavano meno del 5% della popolazione se messi insieme. Confrontandolo con il censimento del 2002, gli altaici etnici sono notevolmente aumentati di numero.
|              | Censimento del 1989 | Censimento del 2002 |
| ------------ | ------------------- | ------------------- |
| Altaici      | 59.130 (31,0%)      | 67.745 (33,5%)      |
| Russi        | 115.188 (60,4%)     | 116.510 (57,4%)     |
| Kazaki       | 10.692 (5,6%)       | 12.108 (6,0%)       |
| Altri popoli | 5.821 (3,1%)        | 6.443 (3,2%)        |

### Religione
Alcuni altaici si convertirono al Cristianesimo, ma nel 1904 una nuova religione, il Burkhanismo (la "fede bianca"), pervase la comunità dei nativi Altaici. Il burkhanismo contribuì a incoraggiare i sentimenti anti-russi e di conseguenza fu bandito dal Partito Comunista negli anni '30.

## Cultura

### Istruzione
L'Università statale di Gorno-Altajsk fu fondata nel 1949, con solo 10 insegnanti. Nel 1993 divenne un'università classica.

## Governo
La seguente tabella include i capi nel periodo di Gorno-Altai Come RSSA.
| Posizione                                          | Durata del termine | Funzionario      |
| -------------------------------------------------- | ------------------ | ---------------- |
| Primo Segretario del Partito Comunista Gorno-Altai | 1990–1991          | Valery Chaptynov |
| Presidente del Presidium del Soviet Supremo        | 1990–1991          | Valery Chaptynov |
| Presidente del Comitato Esecutivo                  | 1990–1992          | Vladimir Petrov  |